# Unconditional Love (Tupac Shakur)
Unconditional Love è un singolo postumo di Tupac Shakur pubblicato nel 1999 ed il secondo singolo dopo Changes ad essere estratto dal Greatest Hits pubblicato l'anno precedente.

## La canzone
La canzone era stata originariamente concepita per l'album mai pubblicato di MC Hammer Too Tight (1996), tuttavia, prima che MC Hammer registrasse la canzone Tupac registrò una demo cantata da lui stesso; tale demo venne in seguito remixata ed inclusa nel Greatest Hits.
La versione di MC Hammer venne pubblicata in seguito nel suo album Family Affair.
Il testo venne scritto da Tupac stesso ed è diverso dalla versione di MC Hammer.
In seguito nel 1999 in occasione della pubblicazione del singolo venne girato un video musicale interpretato da Tha Realest il quale ha sembianze e voce simili a quelle di Tupac.